# Adolph Eduard Prölß
Adolph Eduard Prölß, auch Adolf Eduard Prölss, (* 11. November 1803 in Dresden; † 14. August 1882) war ein deutscher Lehrer und Autor.

## Leben
Prölß war der Sohn eines Dresdner Kaufmanns. Er besuchte die Kreuzschule und begann 1824 ein theologisches und philologisches Studium an der Universität Leipzig. Bereits 1826 erlangte er den Grad eines Dr. phil. Er wurde Hauslehrer in der Familie Härtel, wodurch eine bleibende Verbindung zu dem bedeutenden Leipziger Musikverlag Breitkopf & Härtel entstand. 1835 ging er an das Gymnasium Albertinum in Freiberg, wo er Religion, Französisch und Hebräisch unterrichtete. 1841 übernahm er zugleich den fakultativen Französischunterricht an der Bergakademie Freiberg. 1866 erhielt er den Professorentitel. 1874 trat er in den Ruhestand, 1876 ließ er sich in Grimma nieder.
Neben seiner beruflichen Tätigkeit verfasste er zahlreiche Nachrufgedichte auf Freiberger Persönlichkeiten sowie Jubiläumsschriften über große Deutsche wie Luther, Schiller und Melanchthon. Viele seiner Gedichte wurden von August Ferdinand Anacker vertont. Sein Festgesang zum Gutenbergfest mit der Musik von Felix Mendelssohn Bartholdy erklang am 24. Juni 1840 mit großem Instrumentarium auf dem Leipziger Marktplatz.